# 56-os trolibusz (Varsó)
A varsói 56-os jelzésű trolibusz a Kazimierzowska és a Franciszkańska között közlekedett. A viszonylatot a Miejskie Zakłady Komunikacyjne w Warszawie üzemeltette. A járműveket a Chełmska kocsiszín állította ki. 1952. január 21-én indultak meg a trolibuszok a vonalon. A trolibuszjárat 1970. augusztus 1-én megszüntetésre került. Szerepét a 171-es és a 371-es buszok vették át.

## Útvonala
| Kazimierzowska felé | Miodowa felé |
| --- | --- |
| Franciszkańska – Bonifraterska – plac Krasińskich – Miodowa – Krakowskie Przedmieście – Traugutta – Kredytowa – Jasna – Świętokrzyska – aleja Jana Pawła II – Chałubińskiego – aleja Niepodległości – Odyńca – Kazimierzowska | Kazimierzowska – Ursynowska – aleja Niepodległości – Chałubińskiego – aleja Jana Pawła II – Świętokrzyska – Mazowiecka – Traugutta – Jasna – Kredytowa – Traugutta – Krakowskie Przedmieście – Miodowa – plac Krasińskich – Świętojerska – Nowiniarska – Franciszkańska |